# Лаутока
Лаутока (англ. Lautoka) — второй по величине город Фиджи. Он располагается в западной части острова Вити-Леву, в 24 километрах к северу от Нанди. Лаутока является вторым портом Фиджи (после Сувы). Город находится в центре региона по производству сахарного тростника. В связи с этим Лаутока известен ещё как Сахарный город. Площадь города составляет 16 квадратных километров. Население в 2007 году составляло 52 220 человек.

## История
Название города происходит от двух слов фиджийского языка, которые в переводе означают «поражение копьём». Название, согласно легенде, возникло после поединка двух вождей. Когда один из вождей поразил другого копьём, он воскликнул «лау тока». Так возникло название города.
Первое упоминание о населённом пункте у европейцев относится к 7 мая 1789 года. Капитан Уильям Блай заметил и примерно нанёс на карту Лаутока во время его эпического плавания на Тимор после бунта на корабле «Баунти».

## Население
С 1970 года рост населения Лаутока происходил быстрыми темпами. В начале 1970-х годов население составляло около 12 тысяч человек и было в основном представлено фиджи-индийцами. Последующий рост населения был связан с развитием сахарной промышленности. К 1986 году население выросло до 39 тысяч человек, а к 1996 году уже составляло почти 43 тысячи. Однако, статистика прошлых лет является неточной, так как не известно, вёлся подсчёт населения с пригородами или нет.
В 2007 году население города составляло уже более 50 тысяч человек, а с пригородами перевалило за 80 тысяч. Рост последних лет во многом происходил за счёт процесса урбанизации коренных фиджийцев.

## Экономика
Лаутока известен как «Сахарный город». Окрестности города являются поставщиками сырья, а в самом городе действует сахарный завод, который является крупнейшим работодателем в городе. Предприятие было построено в конце XIX века Колониальной сахароперерабатывающей компанией. Первых рабочих привезли на рубеже 19 и 20 веков из Индии и Соломоновых Островов. Сейчас численность сотрудников предприятия составляет 1300 человек.
В городе также действуют винокуренный и пивоваренный заводы. Помимо этого в городе развита деревообработка, швейное производство, изготовление ювелирных изделий, рыболовство и пр.
В городе располагаются штаб-квартиры таких компаний, как Fiji Electricity Authority, Fiji Pine Ltd и National Marketing Authority.

## Самоуправление
Городской совет состоит из 16 членов, избираемых на 3 года. Из их числа на 1 год избирается мэр. В настоящее время мэром является Биджеш Чанд.